# زمین‌لرزه ۲۰۰۲ تایوان
زمین‌لرزه تایوان در تاریخ ۳۱ مارس ۲۰۰۲ میلادی، برابر با ‎۱۱ فروردین ۱۳۸۱، ساعت ۶:۵۲:۵۰ به زمان یوتی‌سی در تایوان رخ داد. ژرفای این زلزله ۳۴ کیلومتر بود، و بزرگی آن ۷٫۱ در مقیاس Mw اعلام شده‌است. زمین‌لرزه به وقت محلی در روز یکشنبه، ساعت ۱۴ روی داده و منطقه زمانی آن یوتی‌سی +۸ بوده‌است.
سازمان زمین‌شناسی آمریکا نیز رومرکز این زمین‌لرزه را در مختصات ۲۴°۱۶′۴۴″شمالی ۱۲۲°۱۰′۴۴″شرقی / ۲۴٫۲۷۹°شمالی ۱۲۲٫۱۷۹°شرقی و ژرفای آن را در ۳۲ کیلومتر گزارش کرده‌است. بزرگی برگزیدهٔ این سازمان از میان بزرگی‌های محاسبه‌شدهٔ مختلف ۷٫۱ در مقیاس Mw بوده و از دید اثر، در میان چهار دسته‌بندی «نامحسوس»، «محسوس»، «زیان‌آور» یا «با تلفات»، زلزله را «با تلفات» اعلام کرده‌است. ۱۰۳ ساختمان در زمین‌لرزه خراب شده‌است. رانش زمین در آن به وجود آمده‌است. سونامی نیز در این زلزله گزارش شده‌است.
پروژهٔ «تنسور گشتاور مرکزوار» زاویه‌های (راستا، شیب، ریک) گسل سازندهٔ زمین‌لرزه و صفحه عمود بر آن را (°۲۹۲، °۳۲، °۱۲۱) یا (°۷۷، °۶۳، °۷۲) و نوع گسل را«معکوس» فرارسانده‌است.
شمار کشتگان زلزله حدود ۵ نفر بوده‌است. تعداد زخمیان ۲۰ نفر برآورده شده‌است.